# Sierra de Pela
Sierra de Pela este o arie protejată (arie specială de conservare — SAC, sit de importanță comunitară — SCI) din Spania întinsă pe o suprafață de 11.949,2 ha, integral pe uscat.

## Localizare
Centrul sitului Sierra de Pela este situat la coordonatele 41°15′28″N 3°06′53″W / 41.2577°N 3.1148°V.

## Înființare
Situl Sierra de Pela a fost declarat sit de importanță comunitară în decembrie 1997 pentru a proteja 18 specii de animale. Situl a fost protejat și ca arie specială de conservare în mai 2015.

## Biodiversitate
Situată în ecoregiunea mediteraneană, aria protejată conține 18 habitate naturale: Pseudostepă cu ierburi și specii anuale de Thero-Brachypodietea, Mlaștini alcaline, Galerii de Salix alba și de Populus alba, Pajiști cu Molinia pe soluri calcaroase, turboase sau argilos-nămoloase (Molinion caeruleae), Păduri de Quercus ilex și Quercus rotundifolia, Păduri endemice cu Juniperus spp., Grohotișuri termofile și vest-mediteraneene, Păduri iberice de Quercus faginea și Quercus canariensis, Pajiști alpine și subalpine calcaroase, Ape puternic oligomezotrofe cu vegetație bentonică cu Chara spp., Lande oro-mediteraneene cu formațiuni endemice de grozamă, Liziere de ierburi înalte hidrofile de câmpie și de nivel montan până la alpin, Mlaștini calcaroase cu Cladium mariscus și specii de Caricion davallianae, Fânețe de joasă altitudine (Alopecurus pratensis, Sanguisorba officinalis), Pajiști uscate seminaturale și facies de acoperire cu tufișuri pe substraturi calcaroase (Festuco-Brometalia) (* situri importante pentru orhidee), Pajiști umede mediteraneene cu ierburi înalte de Molinio-Holoschoenion, Pante stâncoase calcaroase cu vegetație casmofită, Peșteri inaccesibile publicului.
La baza desemnării sitului se află mai multe specii protejate:
- păsări (15): rață mare (Anas platyrhynchos), fâsă-de-câmp (Anthus campestris), acvilă de munte (Aquila chrysaetos), caprimulg (Caprimulgus europaeus), Chersophilus duponti, lișiță (Fulica atra), Galerida theklae, vulturul pleșuv sur (Gyps fulvus), sfrâncioc roșiatic (Lanius collurio), ciocârlie de pădure (Lullula arborea), vultur egiptean (Neophron percnopterus), Pyrrhocorax pyrrhocorax, turturică (Streptopelia turtur), silvie de tufiș (Sylvia undata), corcodel mic (Tachybaptus ruficollis)
- mamifere (1): vidră de râu (Lutra lutra)
- nevertebrate (1): Austropotamobius pallipes
- reptile (1): Lacerta schreiberi

Pe lângă speciile protejate, pe teritoriul sitului au mai fost identificate 45 de specii de plante, 1 specie de mamifere, 2 specii de nevertebrate.